# Paulo Dantas

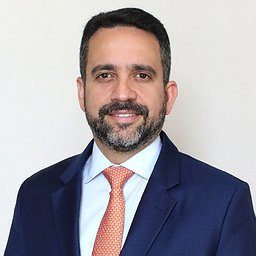
Paulo Dantas (2021)

Paulo Suruagy do Amaral Dantas, bekannt als Paulo Dantas, (* 19. März 1979 in Maceió) ist ein brasilianischer Politiker, der dem Movimento Democrático Brasileiro (MDB) angehört. Bei den Wahlen in Brasilien 2022 wurde er zum Gouverneur von Alagoas gewählt.

## Leben
Dantas ist der Sohn des Landespolitikers und Expräsidenten der Legislativversammlung von Alagoas Luiz Dantas. Er ist verheiratet und hat zwei Kinder.

## Politische Laufbahn
Von 2004 bis 2012 war er in zwei Amtsperioden Stadtpräfekt von Batalha in Alagoas.
Er war bereits vom 15. Mai 2022 bis 11. Okt. 2022 Interimsgouverneur, als er Klever Loureiro nachfolgte, der selbst den gewählten Gouverneur Renan Filho abgelöst hatte. Sein direkter Vorgänger ist José Wanderley Neto, der bis 1. Januar 2023 als Interimsgouverneur im Amt ist.
| Wahl        | Amt        | Partei | gewählt | Stimmen (2. Wahlgang) | Amtszeit          | Wahlbündnis                                                                                  |
| ----------- | ---------- | ------ | ------- | --------------------- | ----------------- | -------------------------------------------------------------------------------------------- |
| Wahlen 2022 | Gouverneur | MDB    | ja      | 834.278 (52,33 %)     | Ab 1. Januar 2023 | Wahlslogan: Alagoas Daqui Pra Melhor MDB, PDT, PSC, FE Brasil (PT, PCdoB, PV), Solidariedade |